# Žarkovina
Žarkovina (szerbül: Жарковина), település Bosznia-Hercegovinában, a Szerb Köztársaságban, Teslić községben.

## Fekvése
A település Bosznia-Hercegovina középső részének északi szélén, Dobojtól légvonalban 21, közúton 24 km-re nyugat-délnyugatra, községközpontjától légvonalban 3, közúton 4 km-re északra fekvő dombvidéken, az Usora bal partján található. Tágabb értelemben a falu magában foglalja a meglehetősen elszigetelt Stojkovići községet, valamint a Žarkovac-medence területét az Usora folyó jobb oldalán, egészen Škrebin Kamenig. A szomszédos Vrela falucskát a múltban gyakran hivatalosan szintén Žarkovinának nevezték. Žarkovinát keleten és délen az Usora-folyó határolja. Nyugaton Ružević faluval határos, amellyel nincs jó közúti összeköttetése. Radnja falutól északon egy szélesebb domb- és erdősáv választja el. Az egyetlen közlekedési kapcsolat az Usora-folyón átívelő híd, amelyet a 21. század elején a folyó áradása jelentősen megrongált, majd néhány hónap múlva felújítottak.
A falu Usora jobb oldalán fekvő része a Žarkovac-mező. A mező délnyugat-északkelet irányban húzódik, és a 20. század 80-as éveiig főként mezőgazdasági terület volt. Az 1980-as évek elején ipari területté változtatták, és 2009-re a területen hat gyár és egy bevásárlóközpont épült fel itt. 1968-ig a Žarkovac-mezőn keresztezte a helyi út az Usora—Pribinić vasútvonalat, ezért a helyi nyelvben a „Žarkovacka rampa” kifejezést ma is használják erre a helyre.

## Népessége
| Nemzetiségi csoport | Népesség 1991 | Népesség 2013 |
| ------------------- | ------------- | ------------- |
| Szerb               | 441           | 309           |
| Bosnyák             | 0             | 0             |
| Horvát              | 7             | 5             |
| Jugoszláv           | 20            | 0             |
| Egyéb               | 18            | 1             |
| Összesen            | 486           | 315           |

## Története
1323-ban, amikor Boszniát II. István bosnyák bán uralta, Grgur Stipanić kenézt küldte el, hogy hozza el neki jegyesét a bolgár királytól, majd a feladat elvégzése után kiadott egy oklevelet, amelyben szolgálata fejében öt falut biztosított neki. A hagyomány szerint Žarkovinát Grgur Stipanić egyik fiáról, Žarkóról nevezték el.
A település 1878-ig tartozott az Oszmán Birodalomhoz, ekkor a berlini kongresszus határozata alapján az Osztrák-Magyar Monarchia része lett. 1879-ben az első osztrák-magyar népszámlálás során a Tešanji járáshoz és Ranković községhez tartozó településnek 18 háztartása, 108 ortodox, 10 muszlim és 8 római katolikus lakosa volt. 1910-ben a Tešanji járáshoz tartozó településen 26 háztartást és 176 ortodox lakost találtak. A monarchia szétesésével 1918-ban előbb a Szerb-Horvát-Szlovén Királyság, majd 1929-től a Jugoszláv Királyság része lett. 1921-ben a Tešanji járáshoz tartozó községnek 163 lakosa volt, mind ortodox szerbek. Az 1929-es törvény értelmében, amikor Bosznia-Hercegovinát négy banovinára, Drinskára, Vrbaskára, Zetskára és Primorskára osztották, a település a Vrbaska banovina része lett, amelynek székhelye Banja Luka volt.
Jugoszlávia megszállása után a Független Horvát Állam (NDH) része lett. A második világháború után 1992-ig a település a szocialista Jugoszlávia keretében a Bosznia-Hercegovinai Népköztársaság része volt. A boszniai háborút lezáró daytoni békeszerződés rendelkezése alapján az ország területét felosztották a Bosznia-hercegovinai Föderáció és a boszniai Szerb Köztársaság között. A háború utáni területmegosztáskor a Szerb Köztársaság területéhez és Teslić községhez csatolták.

## Oktatás
Žarkovinának nincs iskolája, és templomot is csak 1996-ban kapott először, egy eredetileg temetőkápolnának szánt épület felújításával.

## Nevezetességei
A Szentháromság tiszteletére szentelt ortodox temploma.

## Fordítás
- Ez a szócikk részben vagy egészben  a(z)   Жарковина című szerb Wikipédia-szócikk ezen változatának fordításán alapul.  Az eredeti cikk szerkesztőit annak laptörténete sorolja fel. Ez a jelzés csupán a megfogalmazás eredetét és a szerzői jogokat jelzi, nem szolgál a cikkben szereplő információk forrásmegjelöléseként.